# 吴运昌
吴运昌（1936年9月—2004年6月14日），湖南花垣人。1961年加入中国共产党，吉首大学数学科肄业。历任中共花垣县委副书记、县革委会副主任；湘西州委副书记兼花垣县委书记、县革委会主任，州革委会副主任、主任，州政协主席，州长等职。1979年在第五届全国人民代表大会第二次会议上当选民族委员会副主任。1988年1月当选湖南省人民代表大会常务委员会副主任，1993年和1998年继续当选。2004年6月14日在长沙逝世。